# Гранжа-ду-Торту
Гранжа-ду-Торту (порт. Granja do Torto), офіційно Офіційна резиденція Гранжа-ду-Торту (порт. Residência Oficial da Granja do Torto) — офіційна резиденція президента Бразилії поряд з палацами Планалту і Алворада. Використовується переважно як вихідна резиденція.
Розташований на площі близько 36 га землі, комплекс включає штучне озеро і струмок, плавальний басейн, футбольне поле, мультиспортивну споруду і гелікоптерний майданчик.